# Gotthelf Samuel Steinbart

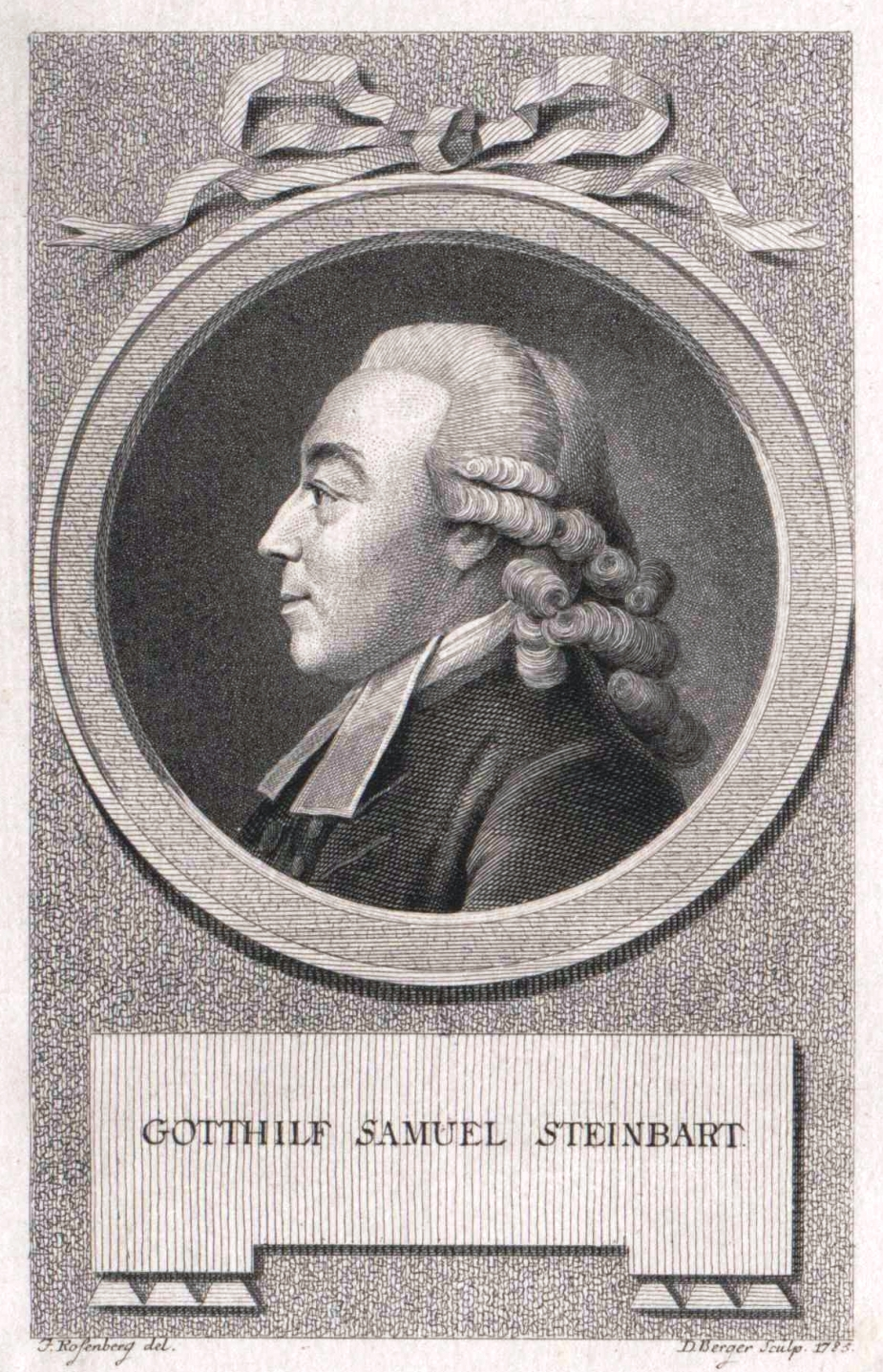
Gotthilf Samuel Steinbart, Stich von Daniel Berger (1785) nach Johann Georg Rosenberg

Gotthelf Samuel Steinbart (* 21. September 1738 in Züllichau; † 3. Februar 1809 in Frankfurt (Oder)) war ein protestantischer Theologe, Pädagoge und Philosoph der Aufklärung. Steinbart war Vertreter des Theologischen Rationalismus und der Neologie.

## Leben
Der Vater Johann Christian Steinbart leitete in Züllichau ein pietistisches Waisenhaus.
Auf der Schule zum Kloster Berge kam Gotthelf erstmals mit den Schriften Voltaires in Kontakt, die ihn zunehmend für die Aufklärung einnahmen. Steinbart studierte in Halle bei Siegmund Jakob Baumgarten und in Frankfurt (Oder) bei Johann Gottlieb Töllner protestantische Theologie, um nach einem Aufenthalt in Berlin schließlich die Leitung des Waisenhauses in Züllichau von seinem Vater zu übernehmen. 1762 gründete er eine Schule, die wenig später zum Königlichen Pädagogium erhoben wurde. Beide Institutionen zusammen trugen noch lange seinen Namen als Steinbart'sche Erziehungs- und Unterrichtsanstalten Züllichau.
1774 wurde Steinbart auf den Frankfurter Lehrstuhl für Philosophie berufen und später zusätzlich als außerordentlicher Professor für Theologie auch Nachfolger seines Lehrers Töllner. 1778 erschien Steinbarts Werk System der reinen Philosophie oder Glückseligkeitslehre des Christenthums …, das in rationalistischer Weise den Zusammenhang zwischen der christlichen Lehre  und Lebensführung und der innerweltlichen Glückseligkeit hervorzuheben trachtet. Wenngleich auch die von Steinbart benannten Tugenden, wie Ehrlichkeit, Klugheit oder Bescheidenheit, allgemein anerkannt wurden, forderten Eigenliebe, Glück und Zufriedenheit als Maximen christlichen Lebens den Protest der Lutherischen Orthodoxie heraus. Die einhergehende Vermenschlichung der Gestalt Jesu Christi zu einem Tugendlehrer provozierte weitere Konflikte.
Dennoch wurde Steinbart mit seinem noch mehrere Auflagen erfahrenden Werk zum Doktor der Theologie promoviert, dann 1787 zum theologischen Berater König Friedrich Wilhelms II. von Preußen ernannt und als Oberschulrat und in das Berliner Oberschulkollegium berufen. Weitere mehr oder minder populärwissenschaftliche Werke folgten. An die immer noch von ihm geleitete Züllichauer Erziehungsanstalt wurde ein Lehrerseminar angegliedert, dessen Führung Steinbart ebenfalls übernahm. Erst mit dem Untergang der Historischen Theologie und der zunehmenden Geltung der Kantischen Moralphilosophie sank auch die Bedeutung des später dem Eudämonismus zugeordneten Ansatzes Steinbarts, der jedoch in Bernard Bolzano einen Nachfolger fand.

## Wirken
Ansprüche auf die Achtung seiner Zeitgenossen hatte er sich als gelehrter und freimütiger Theologe, als scharfsinniger Philosoph und ein rücksichtsvoller Pädagoge erworben. In seinen philosophischen und theologischen Vorlesungen, wie in seinen Schriften, vereinigte er Gründlichkeit und Scharfsinn mit Klarheit in den Begriffen. Das nur Spekulative suchte er von dem Praktischen durch Heranziehung des Letztern zu spezifizieren und Grundsätze der Lebensweisheit darin zu verflechten. Zur Berechtigung des kirchlichen Lehrbegriffs wirkte er besonders durch sein 1778 herausgegebenes und 1786 zum dritten Mal aufgelegtes System der reinen Philosophie oder Glückseligkeitslehre des Christenthums.
Das Werk, das große Aufmerksamkeit erregte, fand Widerspruch. Seine Gegner prüfte Steinbart 1782 in seinen philosophischen Unterhaltungen zur weitern Aufklärung der Glückseligkeitslehre. Seine Anweisung zur Amtsberedsamkeit christlicher Lehrer, die 1779 erschien und die Anleitung des Verstandes zum regelmäßigen Selbstdenken, welche 1780 herauskam, enthalten dazu treffende Bemerkungen. Auch die Vorschläge zu einer zweckmäßigen Schulverbesserung, Erziehung und Volksbildung, die er in mehreren kleinen Werken öffentlich mittheilte, verdienen genannt zu werden.

## Schriften
- Diss. de Pentateucho, codice Hebraeorum divino. Frankfurt 1760
- Gedanken über die zweckmäßige Einrichtung öffentlicher Redeübungen. Frankfurt 1764
- Gedanken über die öffentlichen Schulprüfungen. Frankfurt 1755
- Nachricht von dem Waisenhause zu Züllichau. o. O. 1766
- Gedanken über die zweckmäßige Auswahl dessen, was man auf öffentlichen Schulen lehren sollte; nebst drei Fortsetzungen. Züllichau 1766–1771
- Ist es rathstm, Missethäter durch Geistliche zum Tode vorbereiten und zur Hinrichtung begleiten zu lassen? Berlin 1769
- Was für einen Werth kann man nach der Schrift und Vernunft den schnellen Bekehrungen, besonders auf dem Sterbebette, zueignen, und was ist rathsam, öffentlich darüber zu lehren? Berlin 1770
- Prüfung der Beweggründe zur Tugend, nach dem Grundsatze der Selbstliebe, deutsch und französisch. Berlin 1770
- Gründe für die gänzliche Abschaffung der Schulsprache des theologischen Systems. Berlin 1772
- Gedanken über das zweckmäßige Verhalten der Lehrer gegen die Jugend auf Erziehungsanstalten, besonders in Absicht der Züchtigungen. Züllichau 1772
- System der reinen Philosophie oder Glückseligkeitslehre des Christenthums, für die Bedürfnisse seiner aufgeklärten Landesleute und andrer, die nach Weisheit fragen, eingerichtet. Züllichau 1778; 1780, 1786, 1794
- Anweisung zur Amtsberedsamkeit christlicher Lehrer. Züllichau 1779, 1784 (Digitalisat)
- Ein Beförderungsmittel der ehelichen Glückseligkeit, in einer Copulationsrede empfohlen. Frankfurt 1780
- Anleitung des menschlichen Verstandes zu möglichst möglichst volkommener Erkenntniß. Züllichau 1780–1781. 2 Teile, 2. Ausgabe (unter dem Titel: Gemeinnützige Anleitung des Verstandes zum regelmässigen Selbstdenken). Züllichau 1787, 1793 Digitalisat
- Pädagogisches Sendschreiben an Herrn Director Gedike über die Verbesserung der gelehrten Schulen. Berlin 1781
- Philosophische Unterhaltungen zur weitern Aufklärung der Glückseligkeitslehre. Züllichau 1782–1784. 3 Hefte
- Ueber den Werth einer guten Hausfrau; an meine Tochter Johanna Dorothea Henriette Steinhart bei ihrer ehelichen Verbindung mit Herrn E. G. Krüger, Feldprediger. Frankf. a. d. Oder 1784
- Grundbegriffe zur Philosophie über den Geschmack. 1. Heft, welches die allgemeine Theorie sämmtlicher schönen Künste und die besondere Theorie der Tonkunst enthält. Züllichau 1785
- Nachrichten von der jetzigen Verfassung der Erziehungsanstalten in Züllichau, nebst einer Anzeige seiner Grundsätze über Unterricht und Erziehung auf Schulen. Züllichau 1786
- Vorschläge zu einer allgemeinen Schulverbesserung, sofern sie nicht Sache der Kirche, sondern des Staats ist. Züllichau 1789
- Die Vorzüge der Königl. Preußischen Staatsverfassung und Regierungsverwaltung, am Krönungsjubelfeste in einer Kanzelrede an’s Licht gestellt. Züllichau 1801